# コバス

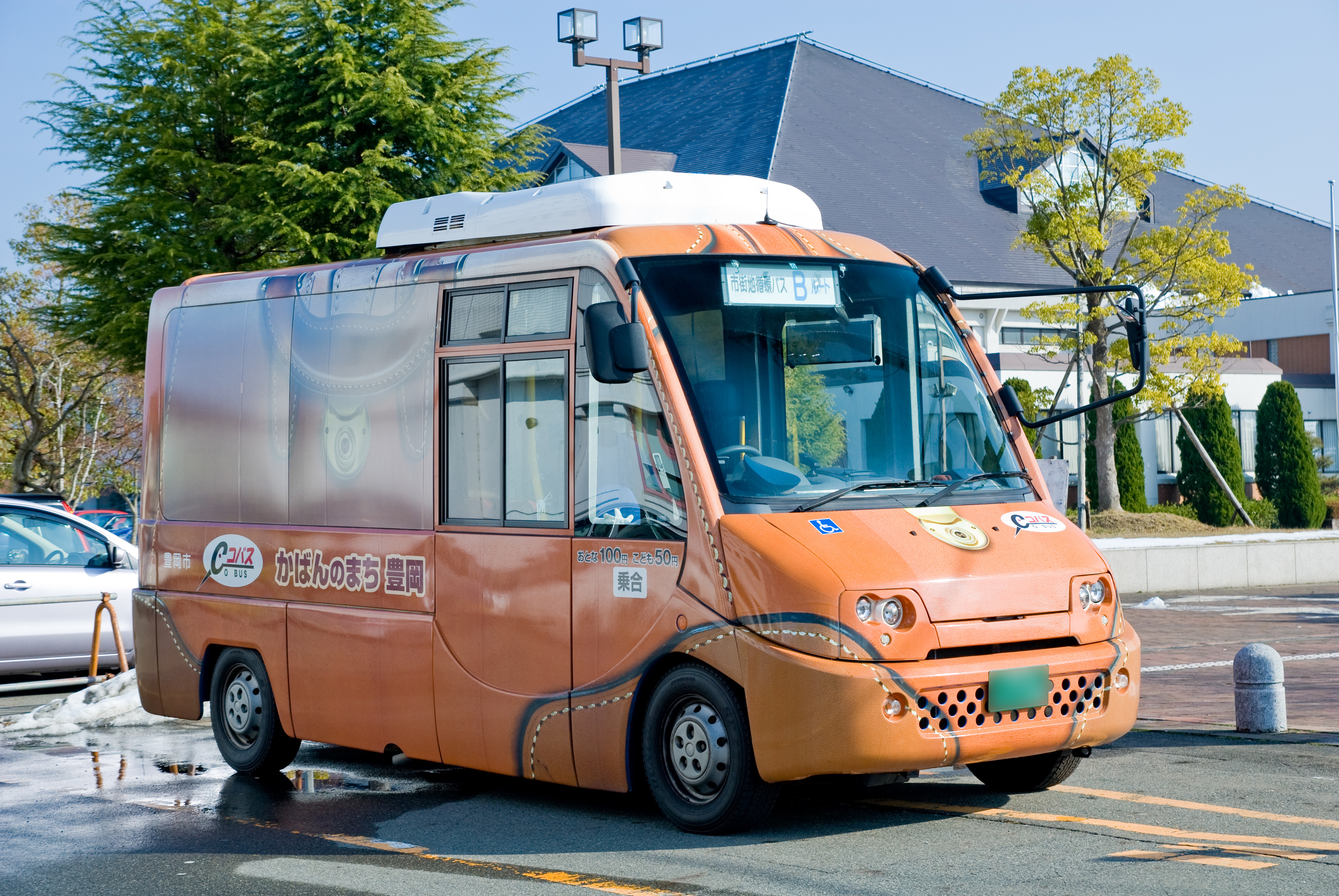
コバス（Bルート）

コバスは、兵庫県豊岡市で運行しているコミュニティバスの愛称である。
豊岡市が運行主体となり、全但バスに運行を委託している。

## 概要

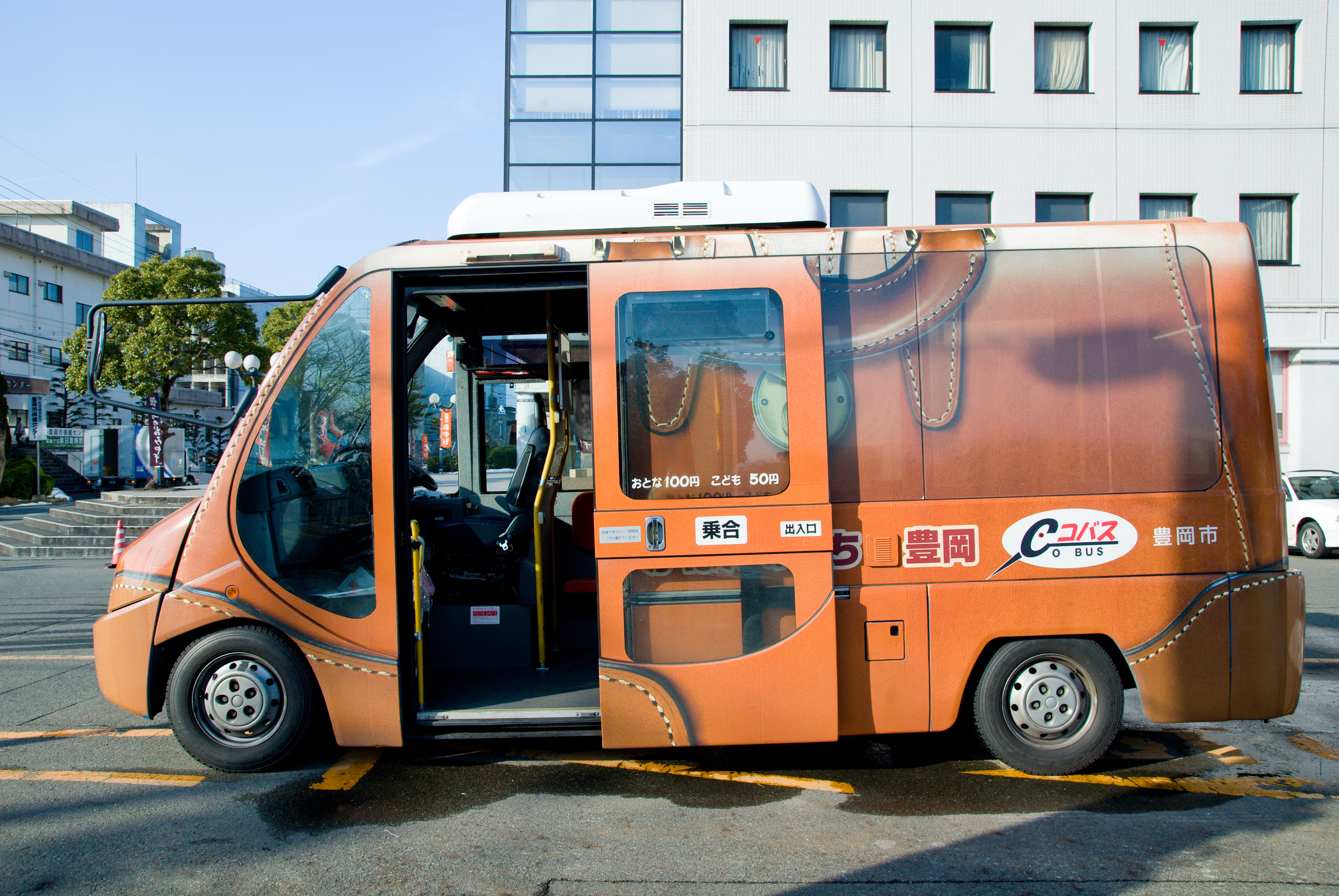
乗り降りしやすい低床タイプ。車いす用スロープを設ける事で車椅子での乗降にも対応する

市街地商店街の活性化および高齢者・障害者の日常生活の応援を目的として、豊岡市が2003年（平成15年）11月より運行を開始した。
いずれの系統も、一周約45分で運行している。

## 沿革
- 2003年（平成15年）11月 - 実証運行を開始。
- 2006年（平成18年）11月25日 - ルート改定。
- 2008年（平成20年）12月 - 地場産業である鞄をアピールするため、ラッピングを施した車両を運行開始。
- 2010年（平成22年）4月1日 - ダイヤ改正
- 2014年（平成26年）4月1日 - ダイヤ改正
- 2018年（平成30年）4月1日 - ダイヤ改正。「Aルート」を「北ルート」に、「Bルート」を「南ルート」に名称変更。

## 運賃
- 1回の乗車賃 - 大人100円、子供50円
- 1日フリーパス券 - 200円
- 豊岡ノーマイカーデーフリーチケット - 500円（第2水曜日・第4金曜日のみ。全但バス（豊岡市内のみ、高速バスは除く）、イナカー、チクタクでも利用可能）

豊岡市内を発着地とするJR、京都丹後鉄道、全但バス、イナカーの通勤・通学定期券を所持している場合は、定期券を提示すると無料で乗車できる。

## 運行時間
いずれも、運行時間帯は30分間隔で運行している。
北ルート
- 平日 - 8:30-17:30、北・南ルート各9便
- 土曜日曜・祝日 - 9:30-16:30、北・南ルート各7便

南ルート
- 平日 - 8:00-17:00、北・南ルート各9便
- 土曜日曜・祝日 - 9:00-16:00、北・南ルート各7便

## 路線
北ルート、南ルートとも、主要バス停の総合健康ゾーン（ウェルストーク豊岡）を起終点とする循環路線である。北ルート、南ルート共通バス停は太文字で記述する。
- 北ルート

ウェルストーク豊岡 - じばさんセンター - 豊田町 - カバンストリート - 市役所前 - 信用金庫大開支店前 - アイティ前 - 豊岡駅 - アイティ前 - コープデイズ前 - 長寿園前 - 豊岡郵便局 - アルコム前 - バザールタウン豊岡メガ・フレッシュ館前 - コープデイズ前 - 長寿園前 - 豊岡郵便局 - アイティ前 - 豊岡駅 - アイティ前 - 信用金庫大開支店前 - 市役所前 - カバンストリート - 豊田商店街 - じばさんセンター - ウェルストーク豊岡
- 南ルート

ウェルストーク豊岡 - 市民会館前 - 市役所前 - 信用金庫大開支店前 - アイティ前 - 正法寺団地前 - 妙楽寺口 - 豊岡ショッピングセンター前 - 農政事務所 - 豊岡測候所前 - 桜町 - 妙楽寺口 - 八条小学校前 - フレッシュバザール豊岡九日市店前 - 妙楽寺口（以降逆ルート）  → ウェルストーク豊岡
- コバスエクスプレス

豊岡駅 - 正法寺団地前 - 妙楽寺口 - 豊岡ショッピングセンター前 - 農政事務所 - 豊岡測候所前 - 桜口 - 弥栄口 - 八条小学校前 - スーパーフレッシュさとう前 - ドコモショップ豊岡店前 - 昭和町 - 妙楽寺口 - 正法寺団地前 - 豊岡駅 - アイティ前 - 信用金庫大開支店前 - 市役所前 - 大開東 - 豊岡公民館 - ウェルストーク豊岡